# Gosiki Hyôga
Gosiki Hyôga (japanisch 五色氷河 ‚Fünffarbiger Gletscher‘) ist ein kleiner Gletscher im ostantarktischen Königin-Maud-Land. Im Königin-Fabiola-Gebirge liegt er zwischen dem Nunatak Maku Iwa und dem Berg Tyô-ga-take.
Japanische Wissenschaftler nahmen 1960 seine Vermessung vor und benannten ihn.